# 295P/LINEAR
295P/LINEAR è una cometa periodica appartenente alla famiglia delle comete gioviane; al momento della scoperta il 6 gennaio 2002 fu ritenuta un asteroide, il 7 aprile 2002 fu scoperto che in effetti era una cometa, la sua riscoperta il 14 settembre 2013 ha permesso di numerarla.

## Particolarità
Il 19 febbraio 1917 la cometa avrebbe avuto un incontro ravvicinato con l'asteroide 15 Eunomia, i due corpi celesti sarebbero passati a sole 0,0331 UA, il condizionale è dovuto al fatto che le forze non gravitazionali possono rendere non pienamente attendibili i calcoli ottenuti con le sole perturbazioni gravitazionali.